# Геофіти

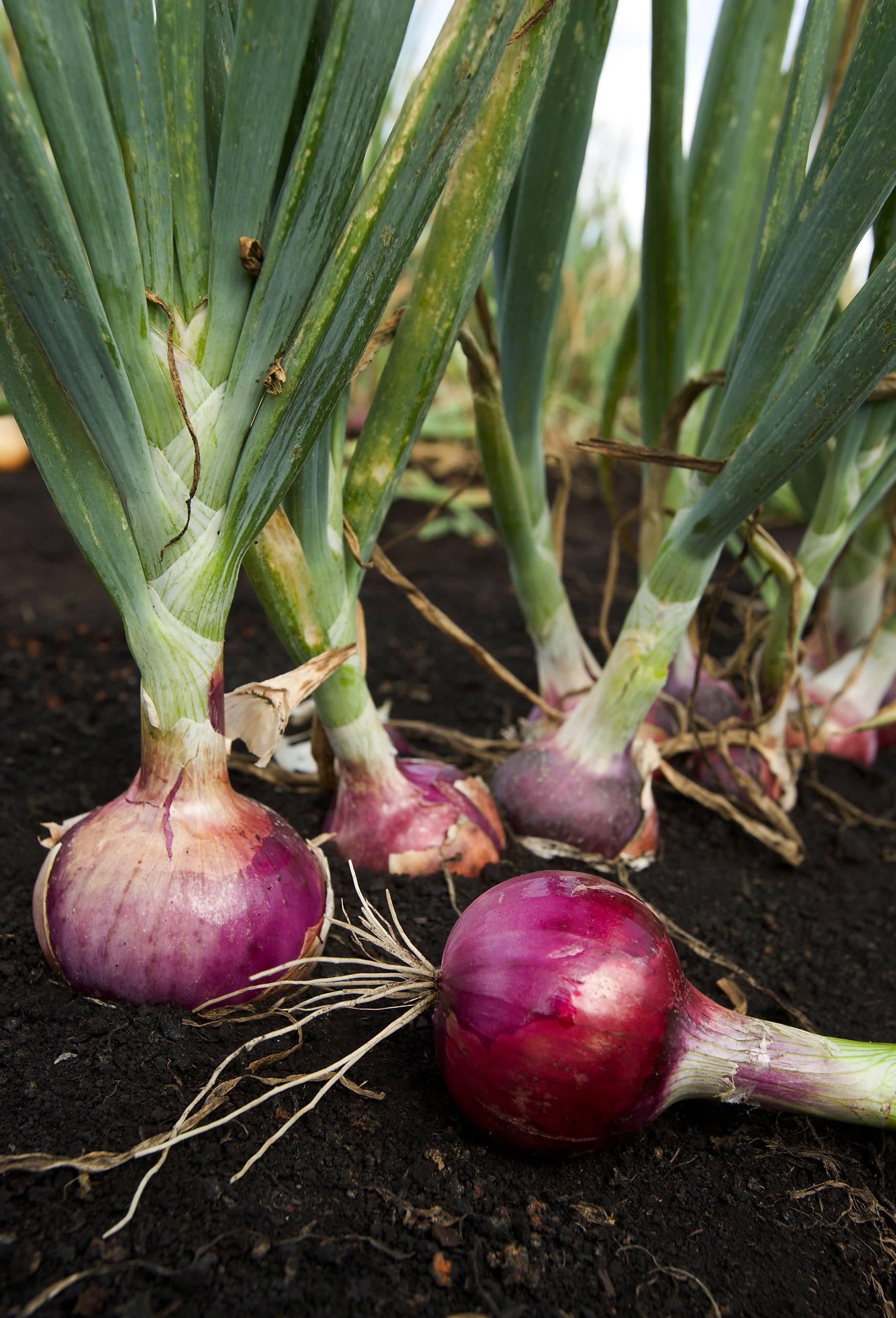
Цибуля ріпчаста (Allium cepa)

Геофіти (від грец. γῆ — земля і грец. φυτóν — рослина) — багаторічні рослини, у яких органи, що забезпечують перезимівлю або перенесення тривалої посухи, і бруньки відновлення (на кореневищах, бульбах, в цибулинах) приховані в ґрунті.
Геофіти — один з підрозділів системи життєвих форм рослин за Раункієром. Геофіти входять до складу криптофітів.
Частини рослин-геофітів, призначені для переживання несприятливих умов, захищені ґрунтом, а в холодний зимовий час — ще й опадом з відмерлих наземних органів і снігом. До геофітів належить багато цибулинних рослин (наприклад, лілейні), бульбостеблові (картопля), бульбокореневі (жоржина) і кореневищні (серед яких багато злаків і осок).